# جورج فيراري
جورج فيراري (بالإنجليزية: George Ferrari)‏ هو عسكري أمريكي، ولد في 1845 في نيويورك في الولايات المتحدة، وتوفي في 4 مايو 1895.